# Nhà thờ Thánh Phêrô (bang Pennsylvania)
Nhà thờ Thánh Phêrô là một nhà thờ có tính lịch sử của Giáo hội Luther được xây dựng tại Middletown, Quận Dauphin ở bang Pennsylvania của Mỹ. Nhà thờ dược khởi công xây dựng bắt đầu vào năm 1767 và đã thiết kế chuyên dụng dành riêng cho Henry Muhlenberg vào năm 1769. Nhà thờ Thánh Phêrô đã được sử dụng thường xuyên cho đến khi 1879 khi một nhà thờ lớn khác đã được hoàn thành. Vào năm 1973, nhà thời được xếp hạng di tích lịch sử quốc gia của Hoa Kỳ.

## Thiết kế
Nhà thờ Thánh Phêrô nằm ở giao lộ của Union and High Streets ở Middletown. Nhà thờ này được xây dựng từ đá sa thạch (sa thạch) màu đỏ. Ban đầu, phòng chính được đặt ở phía đông, phía tây và phía nam đối diện với bục giảng kinh ở phía bắc. Các tháp chuông đã được xây dựng 46 năm sau ở phần phía sau của nhà thờ tức là ở phía tây của nhà thờ. Các mặt của nhà thờ có ba cửa sổ. Mỗi cửa sổ có khoảng 23 × 30 cm tấm kính- với mười một tấm.

## Lịch sử
Ngày 18 tháng 9 năm 1764, lô đất này đã được mua về tay một số cư dân địa phương, với mục đích xây dựng một nhà thờ Giáo hội Luther, ho mua căn nhà này từ tay gã George Fisher, người khai phá nên Middletown, với giá rẻ mạt là 7 shilling và 6 pence, cùng với một hợp đồng thuê đất hàng năm và phai trả bằng lúa mì.
Nhà thờ chính thức xác lập vào ngày 13 tháng 7 năm 1767 bởi James Burd. Nhà thờ này được xây dựng dành riêng cho Henry Muhlenberg vào ngày 12 tháng 9 năm 1769. Tháp chuông được xây dựng vào năm 1813, chuông được đúc ở Philadelphia và treo ở đây vào năm 1855. Năm 1876, do sự gia tăng về nhân khẩu trong nhà thờ này  dẫn đến một quyết định xây dựng một nhà thờ mới. Từ đó nhà thờ này không còn được sử dụng chính cho đến nay. Nhà thờ đã được xếp hạng là di tích lịch sử cấp quốc gia của Hoa Kỳ vào ngày 17 tháng 6 năm 1973.